# The Friend
The Friend är en amerikansk dramafilm som hade premiär 30 augusti 2024 på Telluride Film Festival. Filmen är regisserad av Scott McGehee och David Siegel efter ett manus de själv skrivit baserat på en roman från 2018 av Sigrid Nunez.

## Handling
Filmen handlar om Iris som adopterar en Great Dane som tidigare tillhörde en nära vän och mentor.

## Rollista (i urval)
- Naomi Watts - Iris
- Bill Murray - Walter
- Sarah Pidgeon - Val
- Constance Wu - Tuesday
- Ann Dowd - Marjorie
- Noma Dumezweni - Barbara
- Felix Solis - Hektor
- Owen Teague - Carter
- Carla Gugino - Elaine
- Gina Costigan - Jocelyn
- Josh Pais - Jerry